# Feel Special
Feel Special es el octavo EP del grupo femenino surcoreano Twice. Fue lanzado el 23 de septiembre de 2019 por JYP Entertainment junto con el videoclip de su sencillo principal titulado «Feel Special», así como una versión en coreano de su sencillo japonés "Breakthrough". Es sucesor de su EP lanzado en abril de 2019, Fancy You.
Consistiendo de siete canciones, incluye géneros desde EDM, hip hop y música de los '90s, todas las miembros de TWICE participaron como escritoras de canciones. La crítica musical elogió la composición musical del álbum, siendo el EP un éxito comercial para el grupo, obteniendo ventas de más de 500,000 copias. Fue el álbum más vendido de TWICE hasta la salida del EP sucesor, "More & More".

## Antecedentes y lanzamiento
Tras el lanzamiento de Fancy You en abril y el éxito continuo de la gira mundial "Twicelights" de Twice, JYP Entertainment reveló por primera vez detalles sobre el próximo álbum del grupo titulado Feel Special con la canción principal del mismo nombre el 9 de septiembre de 2019,  teniendo el lanzamiento programado para el 23 de septiembre a las 6PM KST.
El mismo día se reveló por primera vez un teaser protagonizado por Nayeon. Al día siguiente, se reveló un teaser protagonizado por Jeongyeon. A las 12 PM KST del 10 de septiembre, la lista de canciones fue revelada en redes sociales, revelando el nombre del sencillo principal "Feel Special" y la versión coreana de "Breakthrough". El resto de teasers fueron lanzados de mayor a menor según la edad de las miembros.
El 13 de septiembre, el grupo compartió todos los detalles del tracklist de su comeback, revelando que Nayeon escribió la letra de "Rainbow," Jihyo participó "Get Loud," Dahyun ayudó a escribir la letra de "Trick It," Momo escribió "Love Foolish," con todo el grupo siendo acreditado por la letra de "21:29."
El EP fue lanzado oficialmente el 23 de septiembre, con el grupo realizando una conferencia de prensa en el Yes24 Live Hall en Gwangjang-dong, Seúl.

## Lista de canciones
| N.º   | Título                           | Letras                    | Música | Arreglos                                            | Duración |  |
| 1.    | «Feel Special»                   | J.Y. Park "The Asiansoul" | J.Y. Park "The Asiansoul", Ollipop, Hayley Aitken                                                         | Min Lee "collapsedone"                              | 03:27    |  |
| 2.    | «Rainbow»                        | Nayeon                    | Alexander Karlsson (JeL), Alexej Viktorovitch (JeL), Mihaela Borislavova Marinova, Nikol Genadieva Kaneva | Alexander Karlsson (JeL), Alexej Viktorovitch (JeL) | 02:58    |  |
| 3.    | «Get Loud»                       | Jihyo, JQ                 | Miro Markus, Ryan Jhun, Anna Timgren                                                                      | Miro Markus, Ryan Jhun                              | 03:08    |  |
| 4.    | «Trick It»                       | Dahyun, JQ                | Melanie Fontana, GG Ramirez, Jurek Reunamaki, 72                                                          | Jurek Reunamaki                                     | 03:15    |  |
| 5.    | «Love Foolish»                   | Momo, Shim Eun-ji         | Shim Eun-ji, Versachoi, Louise Frick Sveen                                                                | Shim Eun-ji, Versachoi                              | 03:12    |  |
| 6.    | «21:29»                          | Twice                     | Lee Joo-hyoung (MonoTree), Sophia pae                                                                     | Lee Joo-hyoung (MonoTree)                           | 03:49    |  |
| 7.    | «Breakthrough» (Versión coreana) | Olivia Choi               | Jan Baars, Rajan Muse, Ronnie Icon                                                                        | Jan Baars, Rajan Muse, Ronnie Icon                  | 03:37    |  |
| 22:06 |                                  |                           | |                                                     |          |  |

## Reconocimientos

### Listados
| Publicación    | Listado                                  | Lugar | Ref.  |
| -------------- | ---------------------------------------- | ----- | ----- |
| Paste Magazine | The 30 Greatest K-Pop Albums of All Time | 19.º  | [ 5 ] |